# Плаштаница манастира Путна
Плаштаница манастира Путна једна је од реликвија из 15. века, као дар молдавског војводе Јована Стефана и жене Марије, из 1490. године која се чува у овом манастиру, једном од најважнијих места у румунском (молдавијском) саборном и културноме животу, кога називају и „Румунски Јерусалим”. Према старим хроникама манастир Путна у коме је главни верски објекат посвећен Светој Деви Мајци Божијој, сазидан од стране Стефана Великог, Кнеза Молдавије између 1457. и 1504. године.

## Историјат
Манастир Путна подигнут је као задужбина молдавског кнеза Стефана Великог, између 1466. и 1469. године. У њему се чувају драгоцености, од којих су најмногобројније управо оне из епохе Стефана Великог. У инвентару Путне ова плаштаница помиње се први пут 1796. године, без назнаке како је тамо доспела.
I.D.Ștefanescu, мисли да је плаштаница била део ризнице у Путни од самог почетка и да је могла да послужи као модел за молдавске уметнике. Такође треба узети у обзир и чињеницу да су у Путну у 18. веку доношене многе црквене драгоцености из других манастира ради рестаурације, па се не искључује могућност да је то био случај и са овом плаштанцом.
Око начина на који се у манастиру нашлаова драгоценост, постоје различита мишљења. Претпоставља се да ју је донела Јелена Бранковић, жена Петра Рареша.26 Орест Тафрали, међутим, наводи да је српску плаштаницу у Путну донео Григорије Цамблак, што, као једну од могућности, помиње и Лазар Мирковић.27
Исто тако, плаштаница је у Путну могла стићи преко Никодима Грчића, који је у Влашкој основао два манастира – могао је овај вез добити или измолити за своје манастире, и тако је ова плаштаница доспела у румунске земље.
Изнета је и теза да су је могли, исто тако, донети и монаси избегли на север пред Турцима, а да ју је доцније молдавски војвода Стеван Велики поклонио манастиру.
А можда су је пренели и калуђери, који су често обилазили дворове и манастире по  старој Србији.

## Супротстављени ставовови
Како се плаштаница датира на око 1405. годину, или периода у коме је живела знаменита везиља Јефимија, жена деспота Угљеше, а умногоме подсећа на Милешевску плаштаницу из манастира Пакра у Славонији, настао је сукоб мишљења о пореклу плаштанице, Српском или Румунском.
Према једној групи истраживача плаштаницу су радиле две монахиње, кесарица Јефимија и њезина кћи василиса Евпраксија. Како податак о промени Јефимијиног великосхимничког имена није до сада био довођен у везу с ауторством плаштанице из манастира Путна, Ђорђе Сп. Радојичић сматра да је наша монахиња Јефимија, заправо, василиса Јевпраксија, што потврђује и стилска анализа плаштанице и њена поређење с другим Јефимијиним радовима, као и сазнања о тзв. Студеничкој плаштаници, указују на потребу за темељнијим преиспитивањем чињеница због којих је у науци одбачена теза о Јефимијином ауторству плаштанице из Путне.

Насупрот ставу Ђорђе Сп. Радојичић, Светислав Мандић сматра да је плаштаница дар неког другог лица, дат у знак побожног сећања на умрле владарке-монахиње, зато што се на њој спомињу душе Јефимије и Јевпраксије и да је вез поклоњен њима у спомен, за обредну употребу, или као покров за гроб: 
| „ | Зато претпостављам да је та плаштаницанастала у грчкој средини, у којој су кесарица и њена кћи деспотица некад живеле, могуће је да су у то доба у Серезу, Драми или неком другом суседном месту живели сродници њене мајке, који су се са љубављу сећали својих угледних покојница, па су, на глас о Јевпраксијиној смрти, наручили да се извезе плаштаница, као покров за гроб једне од њих, или као поклон неком манастиру. | ” |

 Вез је поклоњен њима у спомен, за обредну употребу, или као покров за гроб.

## Опис плаштанице
Плаштаница из манастира Путна  урађена је по узору на горњи покров часног црквеног престола, који представља платно којим је Јосиф из Ариматеје завио мртво тело Христово. Међу најстаријим је византијским и српским плаштаницама и у том смисли заузимa видно место. По лепоти, изради, композицији, изразу бола над мртвим Исусом, верном изразу византијске поезије у везу, спада међу најбоље радове ове врсте.
| „ | На њој се скупоценим везом на свили раскошно расипала она дирљива поезија о распетом Христу, која се речима изражавала у песмама Поснога Триода на Велики Петак и Велику Суботу. | ” |

На свиленој тканини извезен је лик мртвог Христа са збором анђела и запис на грчком, чије су речи узете из песама које се поју на Велики Петак и Велику Суботу – плач Матере Божије над мртвим сином. Први део натписа је молитвени, други посветни. У другом делу посебно су важна имена приложница:
†Μνστητοι κ(ύρι)ε τσ ψυχς τν δολων σου καισαρίσις Σερβίας Έφημίας μοναχς ίὰὰῶύῆ  σν υγατρ βασιλίσις Σερβίας Επραξίας μοναχς.
Превод оба дела натписа је:
- Збор анђела гледајући чудан (необичан) призор, повикачудну хвалу, о слово Божје!
- Помени, Господе, душе раба својих кесарице српске Јефимије монахиње са кћерју василисе српске Евпраксије монахиње.[16]